# 弗里茨·克里默
弗里茨·克里默（Fritz Cremer，1906年10月22日—1993年9月1日）是一位德国雕塑家。他的代表作是纪念布痕瓦尔德集中营囚犯们的雕塑《囚犯起义》（Revolte der Gefangenen）。
1929年，克雷默加入德国共产党。
1940年至1944年间，他是德意志國防軍中的一员，駐守在埃莱夫西纳和克里特岛 ，之后克雷默被南斯拉夫方面俘虜。
1946年10月，他成為維也納應用藝術大學雕塑系主任。  1950年，克雷默移居東德，並於1974年至1983年期間擔任东德艺术学院副院長。